# Ulrichita
La ulrichita es un mineral de la clase de los minerales fosfatos. Fue descubierta en 1988 en una mina en el estado de Victoria (Australia), siendo nombrada así en honor de George H.F. Ulrich, mineralogista australiano. Un sinónimo es su clave: IMA1988-006.

## Características químicas
Es un uranilo-fosfato hidratado de calcio y cobre.

## Formación y yacimientos
Se forma como mineral secundario en cavidades miarolíticas en rocas pegmatitas de tipo granito.
Suele encontrarse asociado a otros minerales como: turquesa, calcosiderita, cyrilovita, torbernita, libethenita, sampleíta, saléeita o fluorapatito.

## Usos
Puede ser extraído como mena del estratégico uranio. Por su fuerte radiactividad debe ser manipulado y almacenado con los correspondientes protocolos de seguridad.